# Melvin Adrien
Melvin Adrien (Le Port, 30 augustus 1993) is een Malagassische doelman.

## Clubcarrière
Adrien ruilde de jeugdopleiding van Royal Mouscron-Péruwelz in 2015 voor FC Mulhouse. Nadien speelde hij voor Amiens AC, US Créteil-Lusitanos en FC Martigues.

## Interlandcarrière
Adrien maakte op 11 november 2017 zijn interlanddebuut voor Madagaskar in een vriendschappelijke interland tegen de Comoren. Een jaar later plaatste Madagaskar zich voor de Afrika Cup 2019. Hoewel het land zijn debuut maakte op de eindfase van het toernooi, werd het met 7 op 9 groepswinnaar in een groep met Burundi, Guinee en Nigeria. In de achtste finale schakelde Madagaskar na strafschoppen Congo-Kinshasa uit, om uiteindelijk in de kwartfinale te sneuvelen tegen Tunesië. Adrien stond tijdens alle vijf de wedstrijden onder de lat.